# Le Perreux-sur-Marne
Le Perreux-sur-Marne là một xã trong vùng đô thị Paris, thuộc tỉnh Val-de-Marne, vùng hành chính Île-de-France của nước Pháp, có dân số là 30.080 người (thời điểm 1999).

## Các thành phố kết nghĩa
- Lambaréné, Gabon
- Anjou (Montréal), Québec
- Forchheim, Đức